# BMW G42
La BMW G42 è la seconda generazione della BMW Serie 2, un'autovettura coupé di segmento C prodotta a partire dal settembre 2021 dalla casa automobilistica tedesca BMW.

## Profilo e contesto

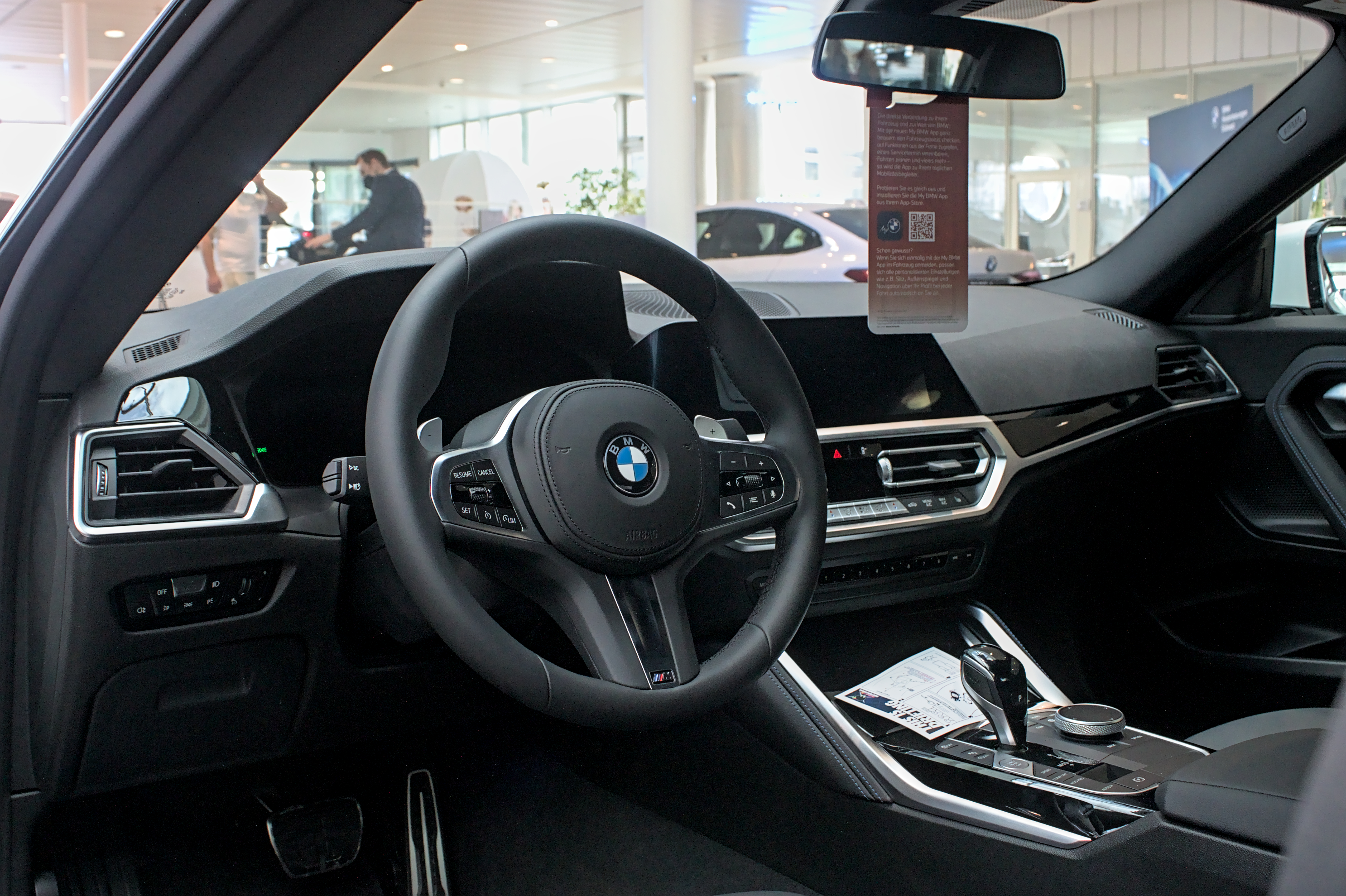
Interni

Presentata per la prima volta agli inizi di luglio 2021 durante il Goodwood Festival of Speed, la vettura si basa sulla piattaforma Cluster Architecture (CLAR), che presenta un maggiore utilizzo di acciaio ad alta resistenza rispetto al vecchio modello, garantendo un incremento della rigidità torsionale del 12%. Utilizzo della piattaforma CLAR è stato fatto in funzione di una minimizzazione del numero di piattaforme e quindi di un risparmio economico per la progettazione e lo sviluppo della vettura. Rispetto alla Serie 3 G20 e alla Serie 4 G22 dalle quali deriva, la G42 adotta un pianale accorciato sia nelle dimensioni che nel passo: rispetto alla precedente Serie 2 F22 è più lunga di 105 mm, più larga di 64 mm e più bassa di 28 mm. Il passo è aumentato di 51 mm, mentre le carreggiate sono state allegate rispettivamente di 54 mm all'anteriore e di 31 mm al posteriore. La G42 condivide molte componenti meccaniche e motorizzazioni con la Serie 3 G20 e la Serie 4 G22. A differenza della vecchia F22, la Serie 2 di seconda generazione non è più disponibile col cambio manuale, né con la carrozzeria cabriolet.

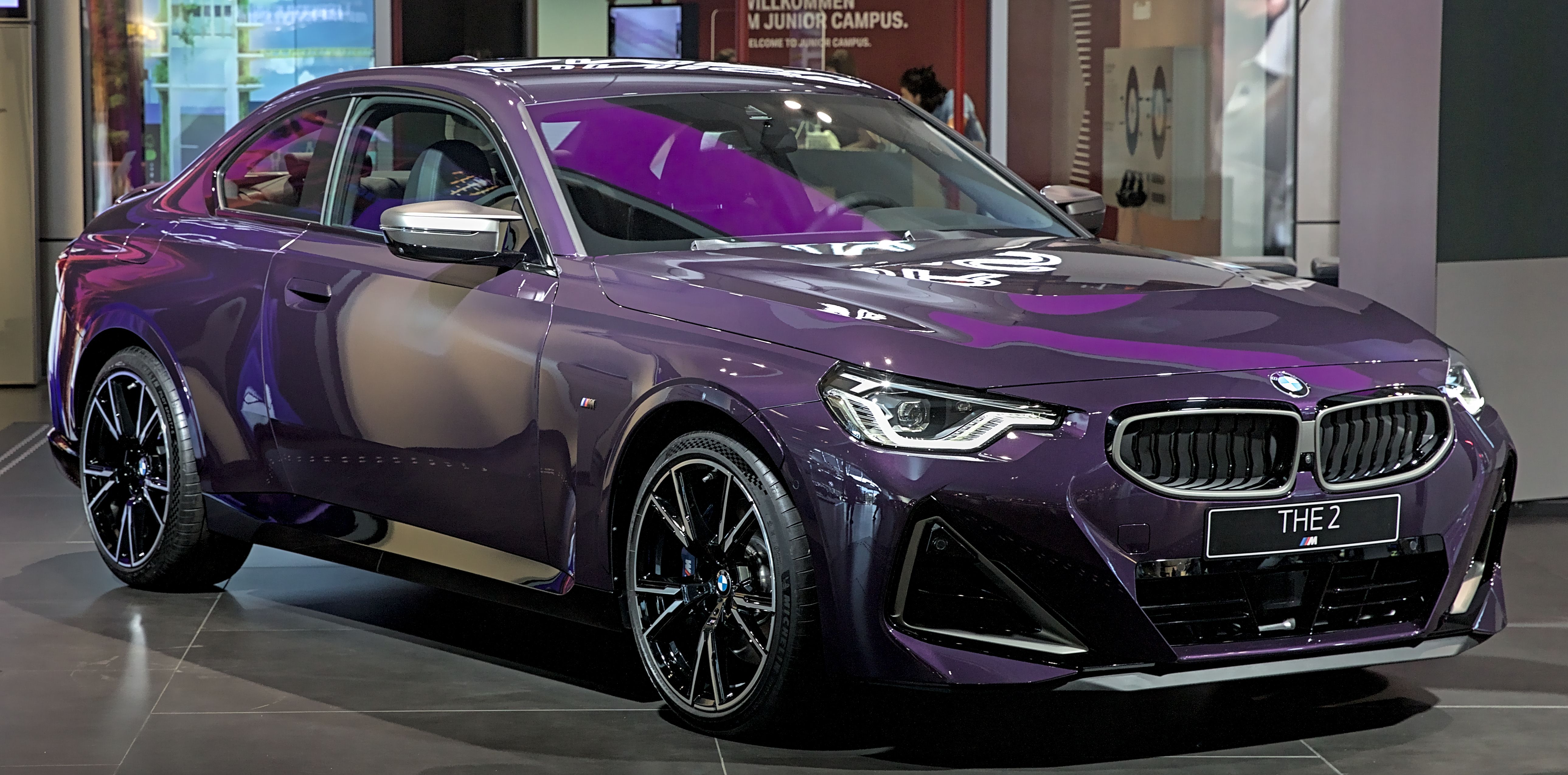
M240i

Le sospensioni, a ruote indipendenti sui ambedue gli assi e realizzate in lega di alluminio, prevedono un avantreno a doppio snodo con puntoni di spinta del tipo MacPherson e un retrotreno multi-link a cinque bracci con un sistema di smorzamento idraulico per assorbire meglio le asperità della strada. L'impianto frenante è composto da quattro dischi autoventilanti con pinze monopompante e sistema di recupero dell'energia cinetica in frenata. Lo sterzo utilizza una cremagliera a rapporto variabile per adeguare la vettura al tipo di guida.
Il design della Serie 2 G42 si va discostare rispetto alla coeva Serie 4 G22, mantenendo un'impostazione estetica più conservativa, con la griglia frontale a doppio rene a sviluppo orizzontale anziché verticale con i fanali anteriori dalla forma sottile e rastremata.

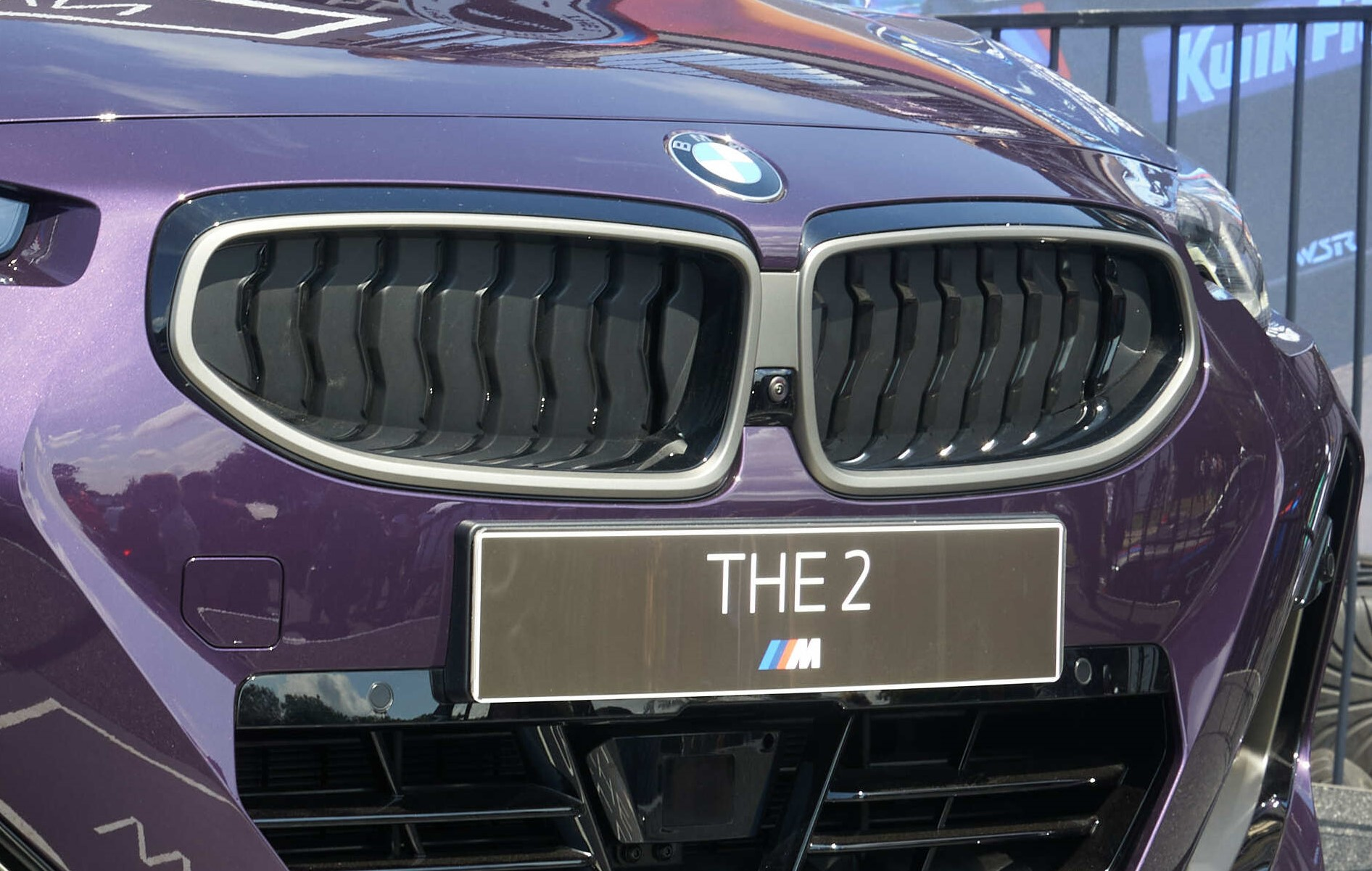
Dettaglio del doppio rene BMW con la griglia del radiatore attiva chiusa

L'abitacolo risulta leggermente più spazioso rispetto alla F22, specie nel divano posteriore. Inedita per la serie 2 G42 è anche la plancia, con il cruscotto digitale costituito da un display da 10,25 pollici in luogo degli strumenti circolari separati presenti sulla precedente generazione. Sulla console centrale spiccava l'assenza di comandi manuali e pulsanti, in quanto molti di essi sono stati integrati nel display touchscreen da 12,3 pollici del sistema d'infotainment. Presente comunque il comando iDrive, ossia la manopola sul tunnel centrale che consente la gestione del sistema multimediale. La soglia di carico è stata abbassata di 35 mm e i sedili posteriori si possono abbattere in modalità 40:20:40.

## Motorizzazioni
Al lancio sono disponibili le unità diesel 220d e i benzina 220i, 230i e M240i xDrive. I modelli 220i e 230i montano il motore BMW B48 a 4 cilindri da 2,0 litri con potenza di 184 CV e 300 Nm di coppia per la 220i e 258 CV e 390 Nm di coppia per la 230i, mentre il modello M240i è alimentato dal motore BMW B58 a 6 cilindri in linea da 3,0 litri con 374 CV e 500 Nm di coppia. La 220d è alimentata dal 2,0 litri BMW B47 con 190 CV, dotato di un sistema ibrido leggero da 48 V costituito da un motogeneratore collegato al motore tramite una cinghia per recuperare l'energia in frenata. Questa energia alimenta l'impianto elettrico a 12V dell'auto oppure viene utilizzata per aiutare il motore a combustione fornendo ulteriori 11 CV, riducendo le emissioni di CO2 e il consumo di carburante.

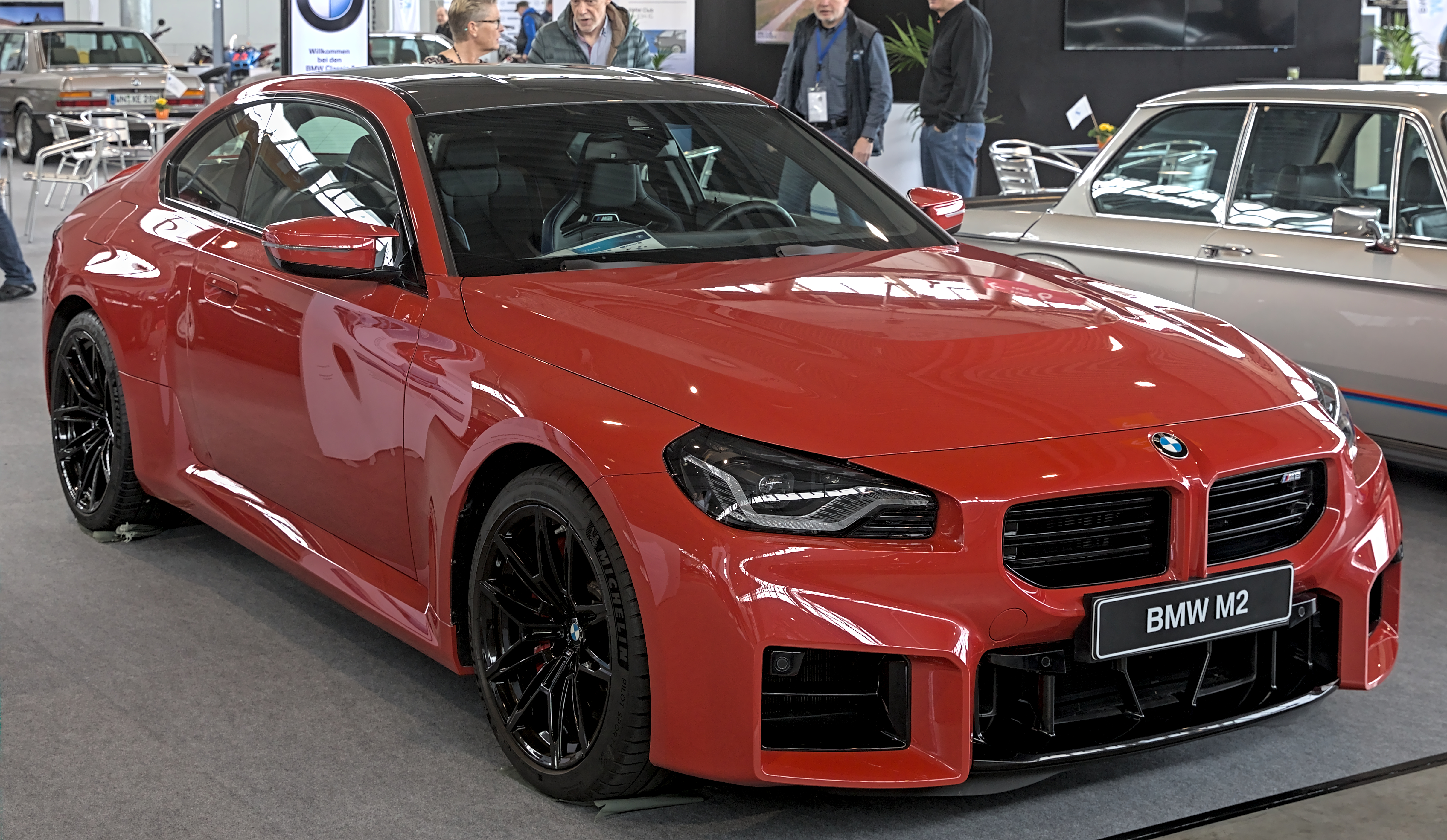
BMW M2 G87

L'unico cambio disponibile è un cambio automatico ZF a 8 rapporti. La distribuzione del peso è ripartita equamente secondo lo schema 50/50 su ambedue gli assi.

## Evoluzione

### M2 G87
Nell'ottobre 2022, BMW ha presentato la seconda generazione della M2. Come il suo predecessore, è solo a trazione posteriore ed è disponibile con cambio sia manuale che automatico. Utilizza il motore biturbo BMW S58, che è stato depotenziato rispetto ai modelli BMW M3 e M4.